# Långbjörken
Långbjörken är en sjö i Skinnskattebergs kommun i Västmanland och ingår i Norrströms huvudavrinningsområde. Sjön är 13 meter djup, har en yta på 1,67 kvadratkilometer och befinner sig 92 meter över havet. Sjön avvattnas av vattendraget Flenaån. Vid provfiske har en stor mängd fiskarter fångats, bland annat abborre, braxen, gers och gädda.

## Delavrinningsområde
Långbjörken ingår i det delavrinningsområde (662653-150795) som SMHI kallar för Utloppet av Långbjörken. Medelhöjden är 109 meter över havet och ytan är 11,2 kvadratkilometer. Det finns ett avrinningsområde uppströms, och räknas det in blir den ackumulerade arean 22,53 kvadratkilometer. Flenaån som avvattnar avrinningsområdet har biflödesordning 5, vilket innebär att vattnet flödar genom totalt 5 vattendrag innan det når havet efter 194 kilometer. Avrinningsområdet består mestadels av skog (79 procent). Avrinningsområdet har 1,75 kvadratkilometer vattenytor vilket ger det en sjöprocent på 15,6 procent.

## Fisk
Vid provfiske har följande fisk fångats i sjön:
- Abborre
- Braxen
- Gärs
- Gädda
- Lake
- Löja
- Mört
- Nors
- Sarv
- Sutare